# Rodolfo de Anda
Enrique Rodolfo Anda Serrano (Ciudad de México, 6 de julio de 1943-Ciudad de México, 1 de febrero de 2010), conocido como Rodolfo de Anda, fue un actor mexicano. 

## Carrera
Intervino en varias películas como actor infantil, entre ellas "Campeón sin corona" (Dir. Alejandro Galindo, 1945), "Ángeles del arrabal" (Dir. Raúl de Anda, 1949), "Con todo el corazón" (Dir. Rafael E. Portas, 1951) y "Échenme al gato" (Dir. Alejandro Galindo, 1957), pero fue en 1960 cuando obtuvo su primer papel estelar, en la película "El hijo del charro negro" (Dir. Arturo Martínez), cinta a partir de la cual desarrolló una de las trayectorias más prolíficas; incluyendo sus participaciones en países como Estados Unidos, Colombia, Venezuela, Italia y España.
En la década de 1980 Rodolfo de Anda realizó películas en el llamado "Cine de ficheras", protagonizando la secuela de "Pedro Navaja", "El hijo de Pedro Navaja", al lado de Guillermo Capetillo y Gabriela Goldsmith.
Durante dieciséis años estuvo casado con la actriz Patricia Conde, con quien tuvo dos hijos, Patricia y Rodolfo. Posteriormente se divorció y estuvo casado diez años con de la actriz Mariagna Prats, con quien tuvieron una hija de nombre Christiane.
En 2008 tuvo el papel de "Santos" en la serie mexicana El Pantera producida por Televa.

### Muerte
Rodolfo de Anda falleció el 1 de febrero de 2010. Había sido hospitalizado desde la semana anterior debido una trombosis cerebral complicada por su hipertensión arterial, diabetes y el desenlace fue un infarto.

## Filmografía
- El Pantera (TV series) (2008)
Temporada 2 - Personaje: Santos

- Capítulo 13: La traición
- Capítulo 12: Feliz cumpleaños
- Capítulo 11: El mundo es un negocio
- Capítulo 10: Danza mortal
- Capítulo 09: Alianza

- 2004 Mariposa negra (video)
- 2003 Ratas de alcantarilla (video)
- 2003 Judicial Chingón... Comando Cabron (video)
- 2003 Morelia de mis amores
- 2003 Órale primo (video)
- 2003 Los hijos del odio
- 2002 Se nos pelo el soplon (video)
- 2001 El árbol de la horca
- 2001 En la mira de mi gatillo - (Capitán Hermosillo)
- 2001 Ya la barranca parió
- 2001 La fuga del Chapo (video)
- 2001 Muertes a medianoche - (Acosta)
- 2000 80 kilos suicidas
- 2000 Los caifanes de Tepito (video)
- 2000 El regreso de las cobras negras (video)
- 2000 Tequila y mezcal
- 2000 El corrido de la muerta (video)
- 2000 Catarino y los rurales
- 2000 Entre las patas de los caballos
- 2000 Condena para un ilegal (video)
- 2000 Imperio de un traficante (video)
- 1999 El batallón de San Patricio (Gen. Ampudia)
- 1999 Guerra entre bandas (video)
- 1999 Cuentos para solitarios (TV series) - Temporada 1. Capítulo 13. Más densa que el agua (Ramón)

- 1999 Más densa que el agua - Ramón
- 1999 El rey del cristal (video)
- 1999 El corrido de Marcelino Albarrán (video)
- 1999 Cómplices criminales
- 1999 Cobras negras (video)
- 1998 Tres veces Sofía (TV series) - (Renato)
- 1998 Loco corazón (video)
- 1998 Del Norte a la gran ciudad (video)
- 1998 La casa del naranjo (TV miniseries) - (Lic. Cadena)
- 1998 Jueves de corpus (video)
- 1996 Doble indemnización - (Julián)
- 1996 Operación masacre (video)
- 1996 Lluvia de diamantes
- 1995 Félix, como el gato (corto)
- 1995 Absuelto para matar
- 1995 Sobredosis de violencia (video)
- 1995 Al oltro lado de la ley
- 1994 Las esmeraldas son sangre
- 1994 El jinete de acero (Héctor Lucio)
- 1993 Kino: la leyenda del padre negro (Almirante Isidro de Atondo)
- 1993 Tres destinos (TV series) (Ramiro Garcés)
- 1992 La tumba del Atlántico
- 1991 Pecado original
- 1991 Domingo trágico
- 1991 Doble venganza
- 1991 Muerte en la playa
- 1991 Policía secreto (Comandante Mendoza)
- 1990 Depredador chicano
- 1990 Sentencia de muerte
- 1990 Buscando al culpable
- 1990 Venganza de policía
- 1990 La zona del silencio
- 1990 La tercia de la muerte
- 1990 Mala yerba nunca muere
- 1990 Asesino silencioso
- 1990 El hombre que volvió de la muerte (Detective Héctor)
- 1989 Aventuras de judiciales
- 1989 Operación Cóndor
- 1989 Secuestro y muerte
- 1989 Aventuras que matan
- 1989 Garra de tigre
- 1988 Mi fantasma y yo
- 1987 Matadero
- 1987 Matanza de judiciales (Don Rafael)
- 1987 Persecución criminal
- 1987 Lo negro del 'Negro'... Poder que corrompe (El Flaco)
- 1987 El último desafío
- 1986 El hijo de Pedro Navaja (Siboney)
- 1986 Policía de narcóticos (Antonio Farcas)
- 1986 Ratas de la ciudad
- 1986 Motín en la cárcel
- 1986 Yo te amo Catalina (Aquiles Ojeda)
- 1985 La cárcel de Laredo (Manuel Martínez Vargas)
- 1985 Abriendo fuego (Profesor Bruno Sagan)
- 1985 Narcotráfico
- 1984 Guerrilla salvaje (Coronel López)
- 1983 Por un vestido de novia
- 1980 El rey de los tahúres
- 1980 Carnada
- 1978 Carroña (Ramón Cruz)
- 1977 Los hermanos del viento
- 1977 Dinastía de la muerte
- 1976 El hombre
- 1976 Santo vs. las lobas (César Harker/Éric Harker)
- 1976 La gran aventura del Zorro (Diego de Vega / El Zorro)
- 1975 El buscabullas (Ray 'El buscabullas')
- 1974 Cabalgando a la luna
- 1974 Tráiganlos vivos o muertos
- 1974 Pasión Inconfesable (Miguel)
- 1973 ¡Quiero vivir mi vida! (Ricardo Loria)
- 1973 Fuga en la noche
- 1973 Los hombres no lloran (Aurelio Garza)
- 1973 Pilotos de combate
- 1973 Duelo al atardecer
- 1973 Extraño en su pueblo (TV series) (Andrés Pereira)
- 1972 Los indomables
- 1972 Indio
- 1972 Manuel Saldívar, el texano
- 1972 Sucedió en Jalisco
- 1971 La mula de Cullen Baker
- 1971 Siete Evas para un Adan (Rubén Saldana)
- 1971 La chamuscada (Tierra y libertad)
- 1971 Águilas de acero (Capitán Andrade)
- 1970 Su precio... unos dólares (William Bonney)
- 1970 Siete muertes para el texano
- 1970 El ardiente deseo (Carlos)
- 1970 El cínico (Cruz Maldonado)
- 1970 Prohibido
- 1969 La marcha de Zacatecas
- 1969 Juegos de alcoba (Pablo)
- 1969 El hombre de negro (Charles Farrell)
- 1969 Dos valientes (Martín Lobato Jr.)
- 1969 Al rojo vivo
- 1968 El caudillo
- 1968 Vagabundo en la lluvia (Vagabundo)
- 1967 Veinticuatro horas de vida (Salvador Arriaga)
- 1967 Arriba las manos Texano (Manuel Saldívar)
- 1967 Una horca para el Texano (Manuel Saldívar)
- 1967 La muerte en bikini
- 1967 La leyenda del bandido
- 1967 El pícaro
- 1967 Si quiero
- 1967 Rancho solo
- 1967 Acapulco a go-go
- 1966 Hombres de roca
- 1966 Fuera de la ley
- 1966 Tierra de violencia
- 1965 ¡Ay, Jalisco no te rajes!
- 1965 Un hombre peligroso
- 1965 El zurdo (Pedro 'El Zurdo')
- 1965 El pueblo fantasma
- 1965 El texano (Manuel Saldívar)
- 1964 La duquesa diabólica
- 1964 La sombra del mano negra
- 1964 Los novios de mis hijas (Jorge)
- 1964 Dos caballeros de espada (Carlos de Araujo)
- 1964 Duelo en el desierto
- 1964 El Solitario
- 1964 Los hermanos Barragán (Juan Barragán)
- 1963 La máscara de jade
- 1963 Así es mi México (Rodolfo)
- 1963 El charro Negro contra la banda de los cuervos
- 1963 La risa de la ciudad
- 1963 Alias El Alacrán
- 1962 El muchacho de Durango
- 1962 Cielo rojo
- 1962 Muerte en la feria
- 1961 Amor a balazo limpio
- 1961 El hijo del charro negro
- 1958 Echenme al gato
- 1955 La venganza del Diablo (como el niño Rodolfo de Anda)